# Альвенслебен, Густав фон
Густав фон Альвенслебен (нем. Gustav von Alvensleben; 30 сентября 1803 — 30 июня 1881) — прусский генерал. Брат Константина фон Альвенслебена.

## Биография
Густав фон Альвенслебен родился 30 сентября 1803 года в Айхенбарлебене, образование получил в Берлинском кадетском корпусе и в 1821 году был выпущен в армию лейтенантом.
В 1841 году был произведён в капитаны и в 1847 году — в майоры с переводом в Генеральный штаб. С 1850 года занимал должность начальника штаба 7-го армейского корпуса, с 1855 года — полковник и с 1858 года — генерал-майор, в 1861 году назначен генерал-адъютантом прусского короля.
В 1863 году, с началом Польского восстания, Альвенслебен был командирован в Санкт-Петербург, где заключил конвенцию с князем А. М. Горчаковым, в которой русским войскам дозволялось переходить прусскую границу для преследования повстанцев; однако эта конвенция не была ратифицирована.
В 1865 году Густав фон Альвенслебен был произведён в генерал-лейтенанты. Он принимал деятельное участие в реорганизации прусской армии перед началом эпохи войн за объединение Германии и принял участие в войнах с Австрией в 1866 году и Францией в 1870—1871 годах.
Во время первой из этих кампаний он состоял при главной квартире, где являлся противником Мольтке в его стратегических планах, во время второй — командовал 4-м армейским корпусом, с которым отличился при Бомоне, под Седаном и Парижем. 27 декабря 1870 года российский император Александр II пожаловал Альвенслебену орден Святого Георгия 4-й степени
В воздаяние отличной храбрости и военных подвигов, оказанных во время военных действий во Франции.
Густав фон Альвенслебен скончался 30 июня 1881 года в Гернроде.

## Награды
Королевства Пруссия:
- Орден Красного орла 4-го класса с мечами (1849)[2]
- Королевский орден Дома Гогенцоллернов командорский крест (1861); звезда к ордену (22 марта 1863); мечи кресту и звезде (1866)[3]
- Железный крест (1870) 1-го и 2-го класса на черной ленте с белыми полосками (1870)[4]
- Орден «Pour le Mérite» (16 июня 1871)[5]
- Орден Красного орла большой крест с дубовыми листьями, мечами и цифрой «50» (18 июля 1871)[2]

Королевства Бавария:
- Орден Гражданских заслуг Баварской короны большой крест (1865)[6]
- Военный орден Максимилиана Иосифа командорский крест (18 октября 1870)[7]
- Орден Святого Михаила (1864)[8]

Королевства Саксония:
- Орден Альбрехта большой крест (1867)[9]
- Военный орден Святого Генриха командорский крест 1-го класса (1870)[10]

Великого герцогства Баден:
- Орден Военных заслуг Карла Фридриха рыцарский крест (1849, великое герцогство Баден)[11]
- Орден Церингенского льва командорский крест 2-го класса (1849, великое герцогство Баден)[12]

Прочих государств Германской империи:
- Орден Генриха Льва большой крест (герцогство Брауншвейг)
- Орден Саксен-Эрнестинского дома командорский крест 1-го класса (январь 1861)[14]
- Династический орден Альбрехта Медведя большой крест (18 ноября 1864, герцогство Ангальт)[15]
- Династический орден Липпе почётный крест 2-го класса
- Почётный крест княжества Шварцбург[нем.] 1-го класса
- Орден Вюртембергской короны большой крест (1864)[16]

Российской империи:
- Орден Святого Георгия 4-го класса (27 декабря 1870)
- Орден Святого Владимира 2-й степени
- Орден Святого Александра Невского
- Орден Белого орла
- Орден Святой Анны 1 степени
- Орден Святого Станислава 1 степени

Австрийской империи:
- Королевский венгерский орден Святого Стефана командорский крест (1859)[17]
- Австрийский Императорский орден Леопольда большой крест (1864)[18]

Прочие:
- Орден Почётного легиона большой офицерский крест
- Орден Нидерландского льва большой крест (королевство Нидерланды)
- Орден Дубовой короны большой офицерский крест (великое герцогство Люксембург)
- Ависский Военный орден большой крест (королевство Португалия)